# Општина Шид
Општина Шид је општина у Републици Србији. Налази се у АП Војводина и спада у Сремски округ.
Према подацима пописа 2022. општина има 27.894 становника.

## Географија
У југозападном делу Војводине, крај магистралне пруге Београд—Загреб, простире се општина Шид с насељеним местима: Батровци, Илинци, Моровић, Јамена, Вишњићево, Кукујевци, Адашевци, Бачинци, Ердевик, Љуба, Сот, Вашица, Беркасово, Гибарац, Моловин, Бингула, Бикић До и Привина Глава. Јужно од Шида на удаљености 9,6 километара налази се модеран ауто-пут који повезује Средњу и Западну Европу са Југоисточном Европом и Блиским истоком.

## Насељена места
Општина Шид се састоји из 19 насељених места од којих је једно градско, Шид. Највеће насељено место и седиште општине је Шид. Од 18 села, једно има преко 2.000 становника (Ердевик), 5 има између 1.000 и 2.000 становника (Адашевци, Кукујевци, Вишњићево, Моровић и Вашица), 7 између 500 и 1.000, а 5 има мање од 500 становника.
| Насељено место | Број становника | Број становника | Промена (%) |
| Насељено место | Попис 2011.     | Попис 2022.     | Промена (%) |
| -------------- | --------------- | --------------- | ----------- |
| Адашевци       | 1.919           | 1.566           | -18,39%     |
| Батровци       | 259             | 201             | -22,39%     |
| Бачинци        | 1.180           | 990             | -16,10%     |
| Беркасово      | 1.115           | 983             | -11,84%     |
| Бикић До       | 269             | 199             | -26,02%     |
| Бингула        | 732             | 561             | -23,36%     |
| Вашица         | 1.424           | 1.211           | -14,96%     |
| Вишњићево      | 1.683           | 1.398           | -16,93%     |
| Гибарац        | 989             | 731             | -26,09%     |
| Ердевик        | 2.736           | 2.144           | -21,64%     |
| Илинци         | 804             | 602             | -25,12%     |
| Јамена         | 950             | 738             | -22,32%     |
| Кукујевци      | 1.955           | 1.490           | -23,79%     |
| Љуба           | 446             | 361             | -19,06%     |
| Моловин        | 195             | 127             | -34,87%     |
| Моровић        | 1.774           | 1.301           | -26,66%     |
| Привина Глава  | 186             | 144             | -22,58%     |
| Сот            | 679             | 529             | -22,09%     |
| Шид            | 14.893          | 12.618          | -15,28%     |
| Општина Шид    | 34.188          | 27.894          | -18,41%     |

## Историја
Први подаци о Шиду су из  века, када је ово насеље било у Подунавској војној граници. У XIX веку место насељавају поред Срба и Русини из Руског Крстура и Куцуре, затим Словаци из Гложана и Пивница. Почетком  века Шид се развија као градско насеље. Рано се јавља раднички покрет, а у народноослободилачком рату читаво подручје било је активно у организовању борби против непријатеља. Завршне операције за ослобођење Југославије почетком 1945. године (Сремски фронт) вођене су у околини Шида.

### Реорганизација шидског среза
У току народног устанка шидски срез 1943. године је проширен, припојени су му били из сремскомитровачког среза Вишњићево, Босут и Сремска Рача, а из илочког среза Моловин. Већ у мају месецу 1945. године, дошло је до реорганизације територијалног подручја шидског среза. На састанку који је одржан у Шиду, на којем су присуствовали представници република Србије и Хрватске и покрајине Војводине заједно са представницима среске власти, донета је одлука да се делови шидског среза и то села: Товарник, Илача, Шидски Бановци, Строшинци, Липовац и Јамена припоје Републици Хрватској, а остала села са Шидом укључе у покрајину Војводину, односно Републику Србију. Вуковарском срезу припојен је Товарник, а винковачком Шидски Бановци, Илача, Строшинци и Липовац, док је Јамена припојена жупањском срезу. Из илочког среза у шидски срез укључена су села Ердевик, Љуба, Бингула, Моловин, Визић и Сот, а враћена су сремскомитровачком срезу села Вишњићево, Босут и Сремска Рача.
Још на самом састанку у Шиду представници шидског среза саставили су примедбу на укључивање Јамене у жупањски срез, јер је Јамена одувек била у шидском срезу и економски гравитирала шидском подручју. На самом састанку примедба није прихваћена и Јамена је укључена у жупањски срез. Становништво села Јамена није било задовољно својим положајем укључивањем у жупањски срез, и после представки и делегација које су стигле и до Савезне скупштине, дошло је јула месеца 1947. године до промене, па је село Јамена из жупањског среза враћено шидском, а село Бапска из шидског, укључено у вуковарски срез.

### Период након ослобођења 1945-1955.
Ретко је у ком подручју Војводине непријатељ оставио опустошена, разрушена и опљачкана села, као што је био случај у шидском срезу. После рата морало се хитно прићи обнови порушених и попаљених села, пре свега Јамене, Бингуле, Илинаца, Моровића, Батроваца и Привине Главе. Многе школе су порушене или оштећене да се у њима није могла обављати редовна настава, у некима су за време фронта (Сремски фронт) биле смештене привремене болнице. Да би се школе могле оспособити за рад, учитељи су заједно са народом организовали печење цигле, припремање материјала, грађе и изграђивање све у властитој режији. Првих година у шидском срезу организовано је 30 културно просветних друштава, од тога четири словачка, четири русинска, једно мађарско, а остала су била српско-хрватска.
Године 1948. приступило се подизању задружних домова. Требало је да домови послуже организовању задруга и културно просветној активности у селима. Првих година у селима и самом Шиду водила се велика акција на ликвидацији неписмености. За првих пет година описмењено је 820 неписмених. Почиње конфискација имовине свих „народних непријатеља“ и оних који су Шид напустили. Спроведена је аграрна реформа на принципу, да земљу може имати само онај који је ради. Утврђен је земљишни максимум на 20 хектара. Земља је одузета велепоседницима, такође је одузета занатлијама, трговцима и службеницима, уколико је прелазила дозвољени максимум од 3 ха. Од одузете земље један део је дат беземљашима, а други је укључен у земљишне фондове новонасталих сељачких радних задруга. Године 1950. 80% пољопривредних домаћинстава било је укључено у сеоске радне задруге.
Упорним настојањем мештана Шида, просветних радника и друштвено-политичких организација, отворена је Потпуна мешовита гимназија у Шиду, почетком школске 1951/52. године.
Године 1955. дошло је до укидања неких срезова у Срему и извршена је реорганизација и формиране су комуне. Од шидског среза створене су четири комуне: шидска, кукујевачка, моровићка и ердевичка. Касније се показало да комуне тако формиране, немају своју економску оправданост па је дошло до постепеног укидања, прво кукујевачке, моровићке и ердевичке комуне и стварања јединствене шидске комуне, којој је поред свих села бившег шидског среза, припало Вишњићево из сремскомитровачког среза, а Визић је припојен бачкопаланачкој комуни.

## Демографија
|             | \| Демографија[2] \| Демографија[2] \| Демографија[2] \| \| Година \| Становника \| Становника \| \| -------------- \| -------------- \| -------------- \| \| 1948. \| 32.518 \| \| \| 1953. \| 34.679 \| \| \| 1961. \| 37.403 \| \| \| 1971. \| 38.752 \| \| \| 1981. \| 37.459 \| \| \| 1991. \| 36.317 \| \| \| 2002. \| 38.973 \| \| \| 2011. \| 34.188 \| \| \| 2022. \| 27.894 \| \| |            |
| Демографија | |            |
| Година      | Становника | Становника |
| 1948.       | 32.518 |            |
| 1953.       | 34.679 |            |
| 1961.       | 37.403 |            |
| 1971.       | 38.752 |            |
| 1981.       | 37.459 |            |
| 1991.       | 36.317 |            |
| 2002.       | 38.973 |            |
| 2011.       | 34.188 |            |
| 2022.       | 27.894 |            |

Општина Шид је према последњем попису из 2022. године имала 27.894 становника што је за 6.294 мање (-18,41%) у односу на претходни попис 2011. на коме је било 34.188 становника.
Према попису из 2022. већину становништва су чинили Срби који чине 79,37% укупног становништва. Од мањина највише је било Словака (5,43%), Хрвата (4,48%) и Русина (2,95%). Русини чине већину у Бикић Долу, Словаци у Љуби, а Срби у осталих 17 насеља (у 16 апсолутну, а у Соту релативну већину).
| Етнички састав према попису из 2022.‍ | Етнички састав према попису из 2022.‍ | Етнички састав према попису из 2022.‍ | Етнички састав према попису из 2022.‍ | Етнички састав према попису из 2022.‍ |
| ------------------------------------ | ------------------------------------ | ------------------------------------ | ------------------------------------ | ------------------------------------ |
|                                      |                                      |                                      |                                      |                                      |
| Срби                                 | Срби                                 |                                      | 22.139                               | 79,37%                               |
| Словаци                              | Словаци                              |                                      | 1.516                                | 5,43%                                |
| Хрвати                               | Хрвати                               |                                      | 1.249                                | 4,48%                                |
| Русини                               | Русини                               |                                      | 824                                  | 2,95%                                |
| Роми                                 | Роми                                 |                                      | 190                                  | 0,68%                                |
| Југословени                          | Југословени                          |                                      | 148                                  | 0,53%                                |
| Мађари                               | Мађари                               |                                      | 131                                  | 0,47%                                |
| Украјинци                            | Украјинци                            |                                      | 30                                   | 0,11%                                |
| Руси                                 | Руси                                 |                                      | 26                                   | 0,09%                                |
| Остали                               | Остали                               |                                      | 203                                  | 0,73%                                |
| Неизјашњени                          | Неизјашњени                          |                                      | 532                                  | 1,91%                                |
| Непознато                            | Непознато                            |                                      | 906                                  | 3,25%                                |

## Култура
У Шиду и околини привлачне су природне и културно-историјске знаменитости - праисторијско налазиште Градина на Босуту, остаци града и цркве у Моровићу, црква у Моловину, средњовековни град Беркасово, гроб Филипа Вишњића у Вишњићеву, Галерија Саве Шумановића и Илијанум у Шиду. Гробница палих бораца на Сремском фронту и др.

## Привреда
Развијена је пољопривреда, индустрија, трговина, услужне делатности и саобраћај. Познати су пољопривредо-индустријски комбинат и хемијска индустрија. У овом делу Срема на домаку Фрушке горе позната су ловишта, излетиште Липовача и манастир Привина Глава.

## Познате личности
- Симеон Пишчевић
- Миливоје Мауковић
- Сава Шумановић
- Бошко Симоновић
- Бојан Милановић
- Мира Бањац
- Гроздана Олујић
- Илија Башичевић Босиљ